# Bazzillo
Bazzillo war ein Volumen- und Gewichtsmaß als Getreidemaß auf den griechischen Inseln Zante und Cefalonia. In Zante rechnete man das Gewichtsmaß mit 47 Pfund.
- 1 Bazzillo = 1790 Pariser Kubikzoll = 35,5 Liter
- 1 Bazzillo = ½ Sacco in Livorno
- 89 Bazzilli = 1 Last (Hamburg)